# 明讷施塔特
明讷施塔特是德国巴伐利亚州的一个市镇。总面积93.11平方公里，总人口7593人，其中男性3868人，女性3725人（2011年12月31日），人口密度82人/平方公里。

## 友好城市
- 法國 斯特奈